# Plans de la Serra (Pinell de Solsonès, Terradet)
Els Plans de la Serra és un pla ocupat per camps de cultiu situat a l'oest de l'ermita de la Mare de Déu del Remeii al NW de la masia del Puit, al poble de Sant Climenç, municipi de Pinell de Solsonès, comarca del Solsonès.